# L'Épervier (série télévisée)
Pour les articles homonymes, voir Épervier (homonymie).
L'Épervier est une mini-série française en six épisodes de 52 minutes, réalisée par Stéphane Clavier et diffusée du 18 juin au 2 juillet 2011 sur France 3. La série est adaptée de la bande dessinée éponyme de Patrice Pellerin.

## Synopsis
Au XVIIIe siècle en Bretagne, le combat de Yann de Kermeur, un jeune corsaire breton injustement accusé de meurtre du père de son amour d'enfance, Agnès de Kermellec. Poursuivi par les accusateurs, l'Épervier devra déployer ses ailes pour prouver son innocence et reconquérir la femme qu'il aime. 

## Distribution

### Acteur principaux
- Aurélien Wiik : Yann de Kermeur / l'Épervier
- Fanny Valette : Agnès de Kermellec, épouse Villeuneuve
- Lou Doillon : Marion Pouliquen
- Thibault de Montalembert : Hervé de Villeuneuve
- Grégoire Colin : Cha-Ka
- Martin Lamotte : le Marquis de la Motte Cardue

Photos des acteurs principaux
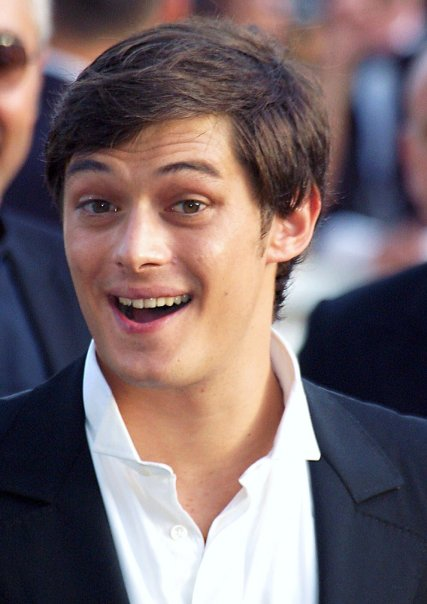
Aurélien Wiik interprète Yann de Kermeur / l'Épervier
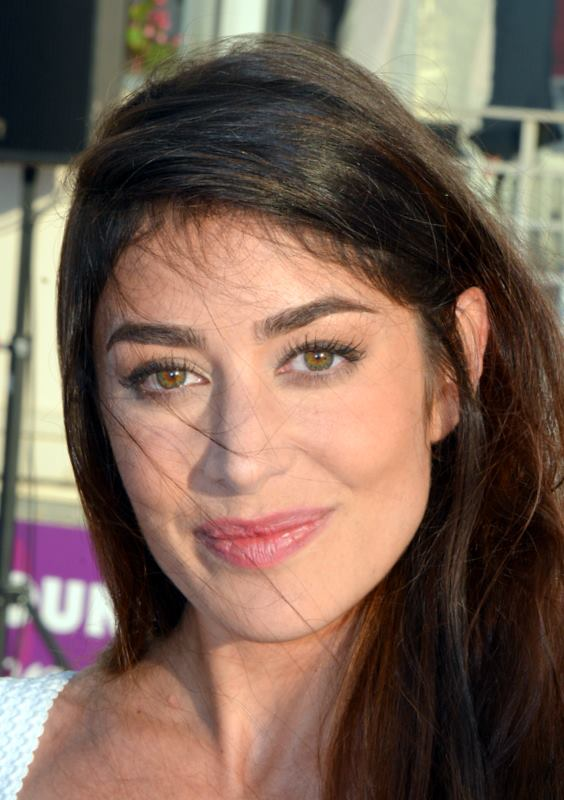
Fanny Valette interprète Agnès de Kermellec
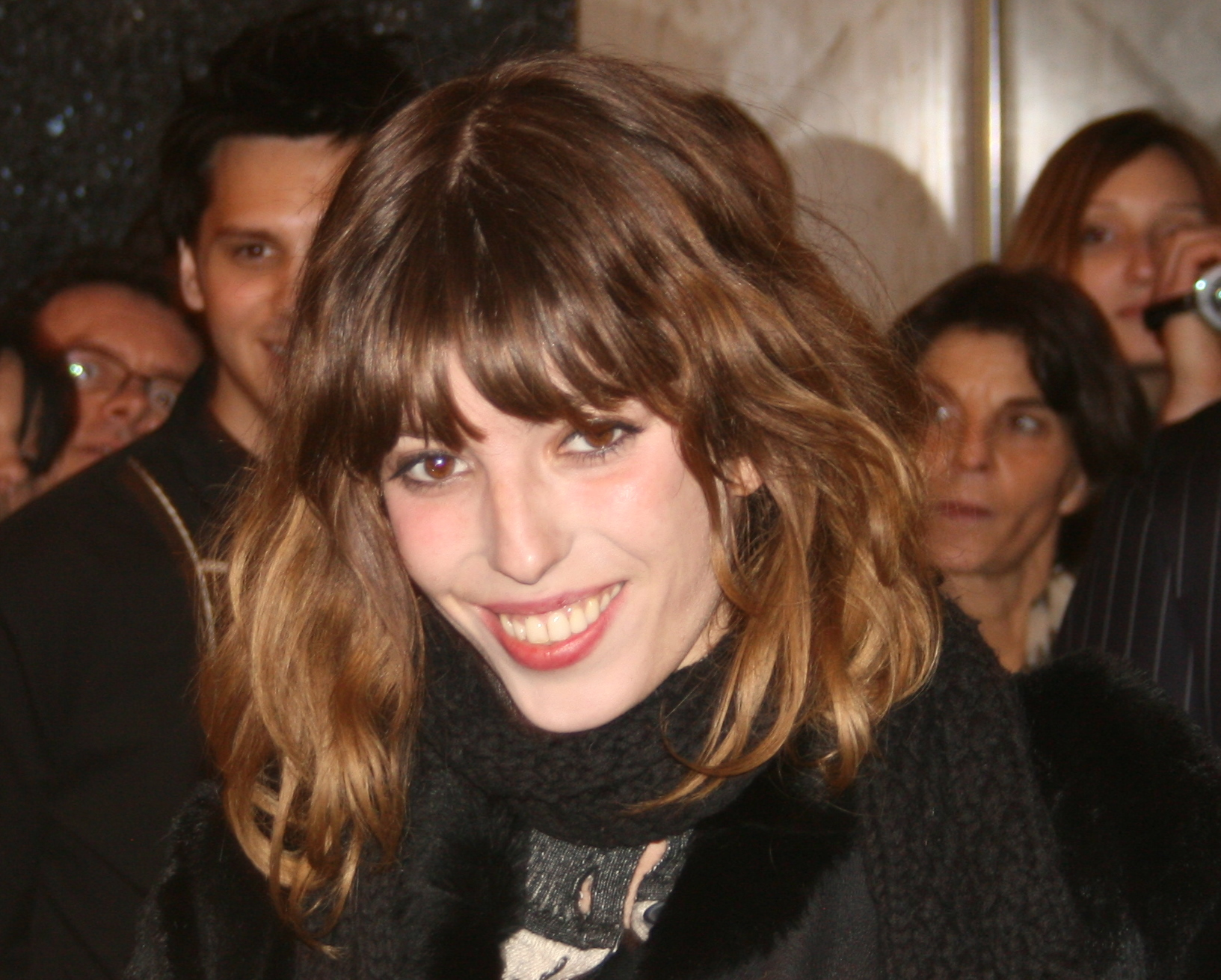
Lou Doillon interprète Marion Pouliquen
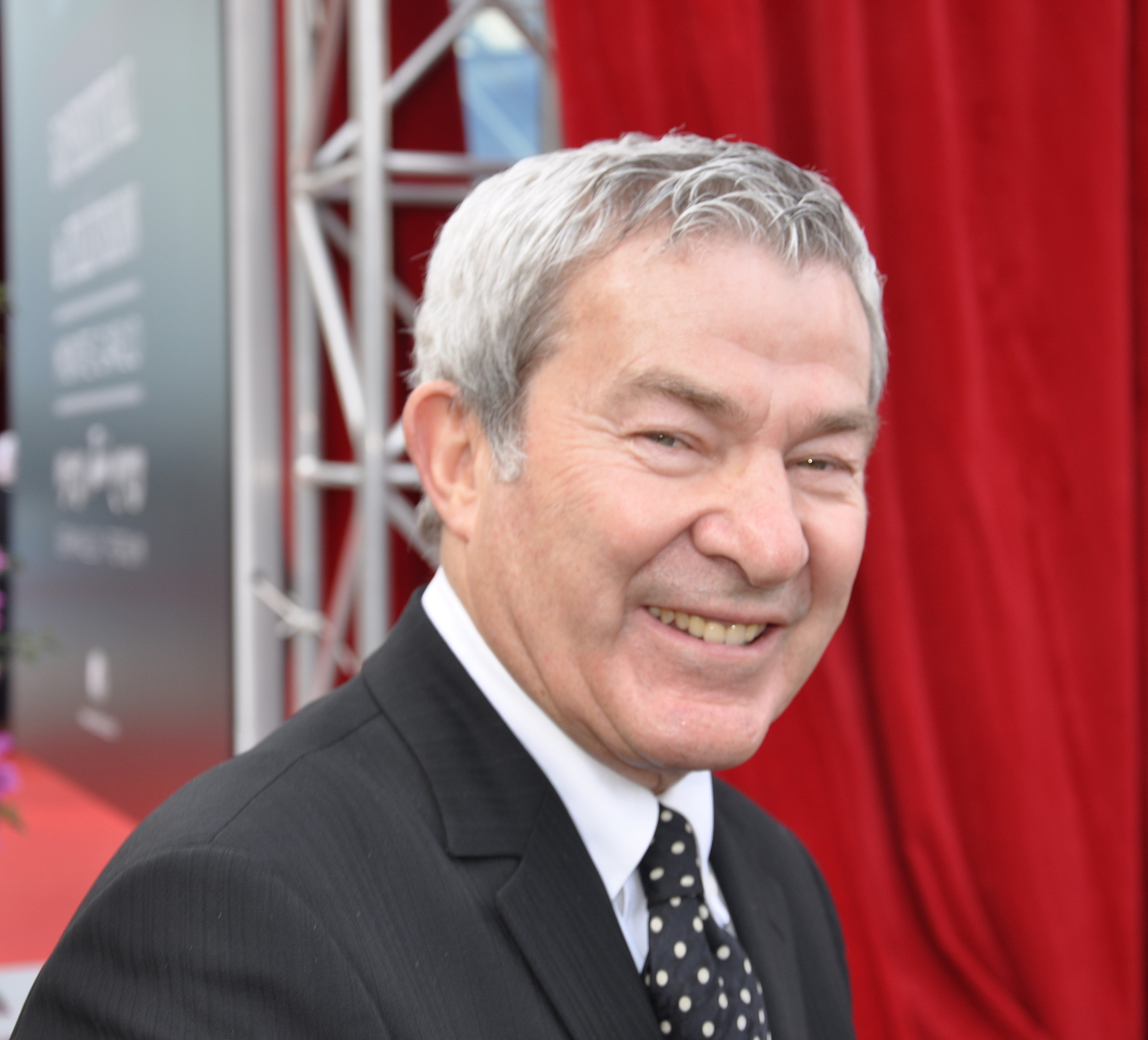
Martin Lamotte interprète le Marquis

### Acteur récurrents
- Fred Saurel : Le Scouarnec
- Éric Caravaca : l'Abbé
- Armelle : Prima Dona
- Loïc Houdré : Caroff
- Serge Riaboukine : Main de fer
- Manuel Olinger : Barbarrossa
- Adrien Saint-Joré : Pissoroldo
- Christian Mazzuchini : Pique Pogne
- Bruno Ricci : Arzel Pouliquen
- Guillaume Carcaud : Job Pouliquen
- Jean-Michel Tinivelli : M. de Penhoet
- Alexandra Gentil : Louise
- Caroline Santini : La gouvernante

### Invités
- Michel Bompoil : le Comte de Kermellec
- Stéphane Boucher : Loïc de Kermeur
- Caroline Santini : la gouvernante
- Juliette Levant : Agnès, 9 ans
- Titouan Laporte : Yann, 10 ans
- Nadia Barentin : Léonie
- Fred Bianconi : Malhurin
- Antoine Hamel : Le Frelon
- Serge Dupuy : Guimaec
- Julien Frison  : Nicolas
- Olivier Saladin : Jean Lapipe
- Gilles Galliot : Lepic
- Pierre-Alain Wiik : La Guibole

## Autour du film
Le tournage s'est déroulé en Bretagne du 22 mars au 24 juin 2010 à Locronan, Crozon (Finistère), Léhon, Plévenon, Fort-la-Latte, Dinan (Côtes-d'Armor) et Saint-Malo (Ille-et-Vilaine). Une partie de la série a été tournée à La Seyne-sur-Mer, à Hyères et au large de l'île de Porquerolles (Var).